# Semba

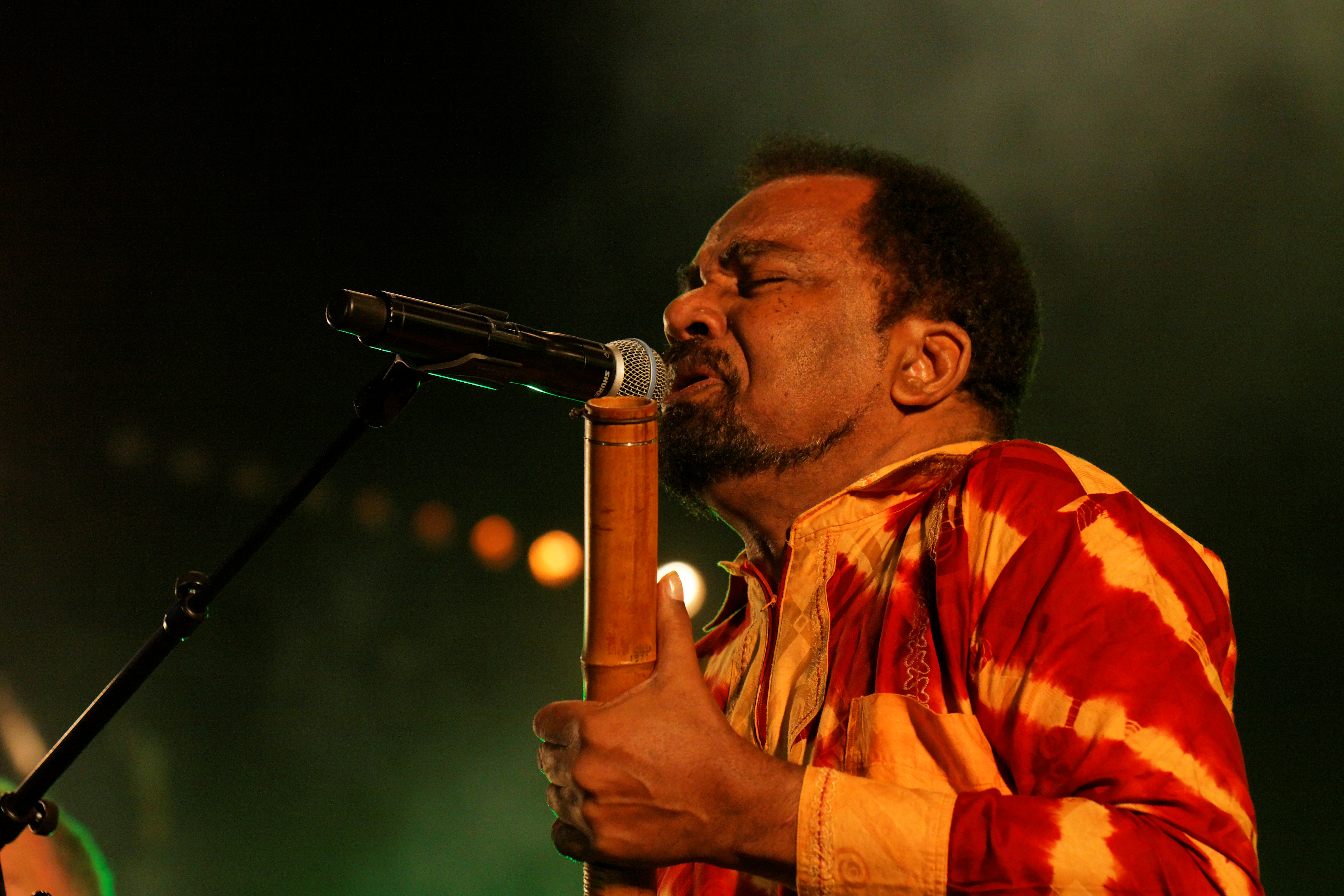
Bonga är en framstående artist inom Semba.

Semba är en traditionell dans- och musikgenre från Angola. Semba betyder i stil med "beröring av naveln" och har sina rötter i Massemba (Även känd som Rebita). 
Semba är en av de mest populära dans- och musikgenrerna i Angola och har gett upphov till bland annat Kizomba och Kuduro. Den angolanska artisten Barceló de Carvalho, mer känd som Bonga, är den mest framgångsrika semba-artisten att popularisera musiken internationellt.